# 라라포트 고시엔

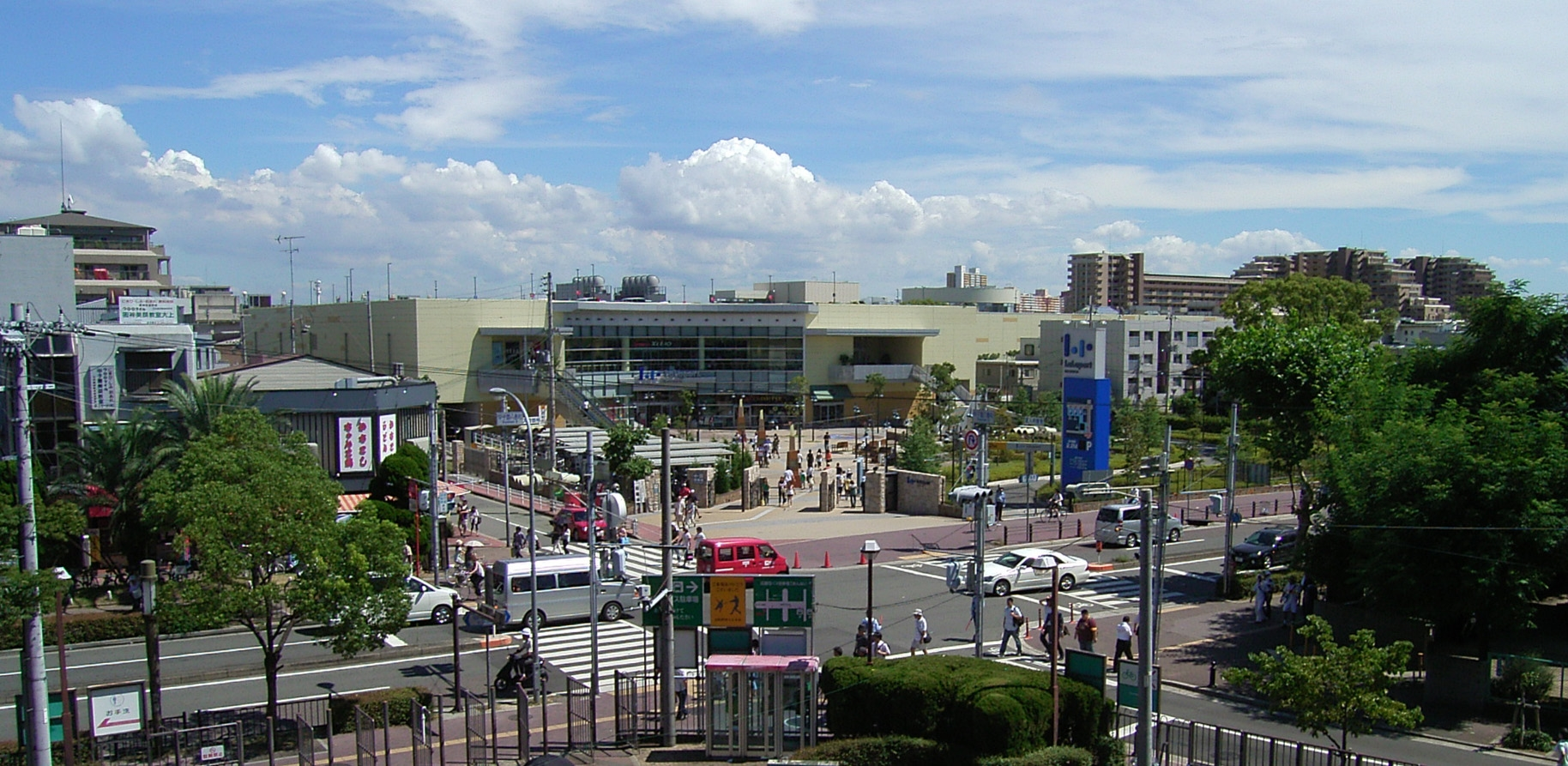
라라포트 고시엔

라라포트 고시엔(일본어: ららぽーと甲子園, 영어: LaLaport KOSHIEN)은 효고현 니시노미야시에 위치한 쇼핑 센터이다. 2004년 11월 25일 오픈하였으며, 한신 고시엔 구장 남쪽 맞은편에 자리하고 있다.